# Szelegiewicziella chamaerhodi
Szelegiewicziella chamaerhodi är en insektsart. Szelegiewicziella chamaerhodi ingår i släktet Szelegiewicziella och familjen långrörsbladlöss. Inga underarter finns listade i Catalogue of Life.